# Świętajno (Powiat Szczycieński)
Świętajno [ɕfjɛnˈtai̯nɔ] (deutsch Schwentainen, 1938 bis 1945 Altkirchen (Ostpr.)) ist ein Dorf im Powiat Szczycieński  (Kreis Ortelsburg) der polnischen Woiwodschaft Ermland-Masuren und ist Sitz der Landgemeinde Świętajno.

## Geographische Lage
Der Ort liegt 14 km östlich der Stadt Szczytno (Ortelsburg) an zwei Seen. Der südliche der beiden Seen fließt in den nördlichen ab, der seinerseits einen Abfluss zum Haaßnen-Fluss hat.

## Geschichte

### Ortsgeschichte
Ursprünglich Schwentainen genannt, wurde das Dorf in Masuren am 15. Mai 1686 vom Schulzen Kaspar Bieber gegründet. Seit 1818 gehörte es zum Landkreis Ortelsburg. Im Jahre 1908 wurde eine eigene Kirche gegründet. Vorher zählte der Ort zum evangelischen Kirchspiel Klein Jerutten. 
Der Ort wurde am 22. August 1914 durch russische Truppen fast völlig zerstört, danach aber unter anderem mit Unterstützung des Kriegerhilfsvereins Deutschwehr aus Berlin-Friedenau samt einer neuen Kirche und einer neuen Schule wieder aufgebaut. Aufgrund der Bestimmungen des Friedensvertrages von Versailles stimmte die Bevölkerung im Abstimmungsgebiet Allenstein, zu dem Schwentainen gehörte, am 11. Juli 1920 über die weitere staatliche Zugehörigkeit zu Ostpreußen (und damit zu Deutschland) oder den Anschluss an Polen ab. In Schwentainen stimmten 1253 Einwohner für den Verbleib bei Ostpreußen, auf Polen entfielen keine Stimmen. Im März 1929 brannten im Dorf fünf Wohnhäuser und sieben Wirtschaftsgebäude ab. Am 16. Juli 1938 wurde Schwentainen in Altkirchen umbenannt. Gegen Ende des Zweiten Weltkriegs besetzte die Rote Armee die Region. Im Frühjahr 1945 wurde Altkirchen – wie das ganze südliche Ostpreußen – unter polnische Verwaltung gestellt. Soweit die Einwohner nicht geflohen waren, wurden sie in der darauf folgenden Zeit vertrieben und durch Polen ersetzt. Das deutsche Dorf Altkirchen wurde in Świętajno umbenannt. Nach der Auflösung der Woiwodschaft Olsztyn kam der Ort 1999 zur neu gegründeten Woiwodschaft Ermland-Masuren.

### Amtsbezirk Schwentainen/Altkirchen (1874–1945)
Schwentainen wurde am 16. Juli 1874 Amtsdorf und damit namensgebend für einen Amtsbezirk, der – am 15. November 1938 in „Amtsbezirk Altkirchen (Ostpr.)“ umbenannt – zum ostpreußischen Kreis Ortelsburg im Regierungsbezirk Königsberg (ab 1905: Regierungsbezirk Allenstein) in der preußischen Provinz Ostpreußen gehörte. In den Amtsbezirk waren eingegliedert:
- Grünwalde (polnisch Kolonia)
- Lontzig (1928 nach Grünwalde eingemeindet, polnisch Łąck Wielki)
- Piassutten (1938 bis 1945 Seenwalde, polnisch Piasutno)
- Schwentainen (1938 bis 1945 Altkirchen (Ostpr.), polnisch Świętajno)

### Einwohnerzahlen

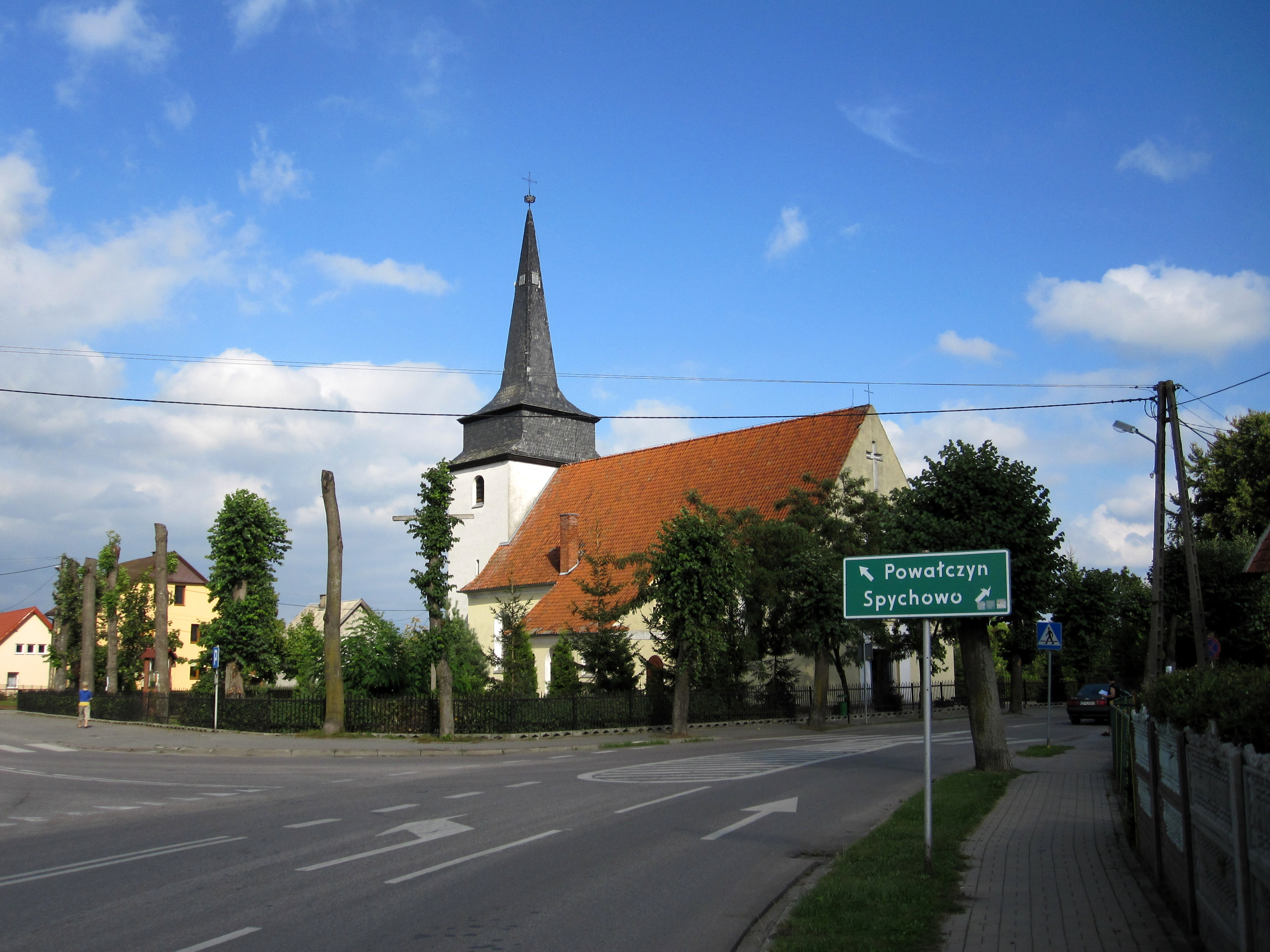
Dorfkirche (bis 1945 evangelisch), heute katholische St.-Andreas-Bobola-Kirche

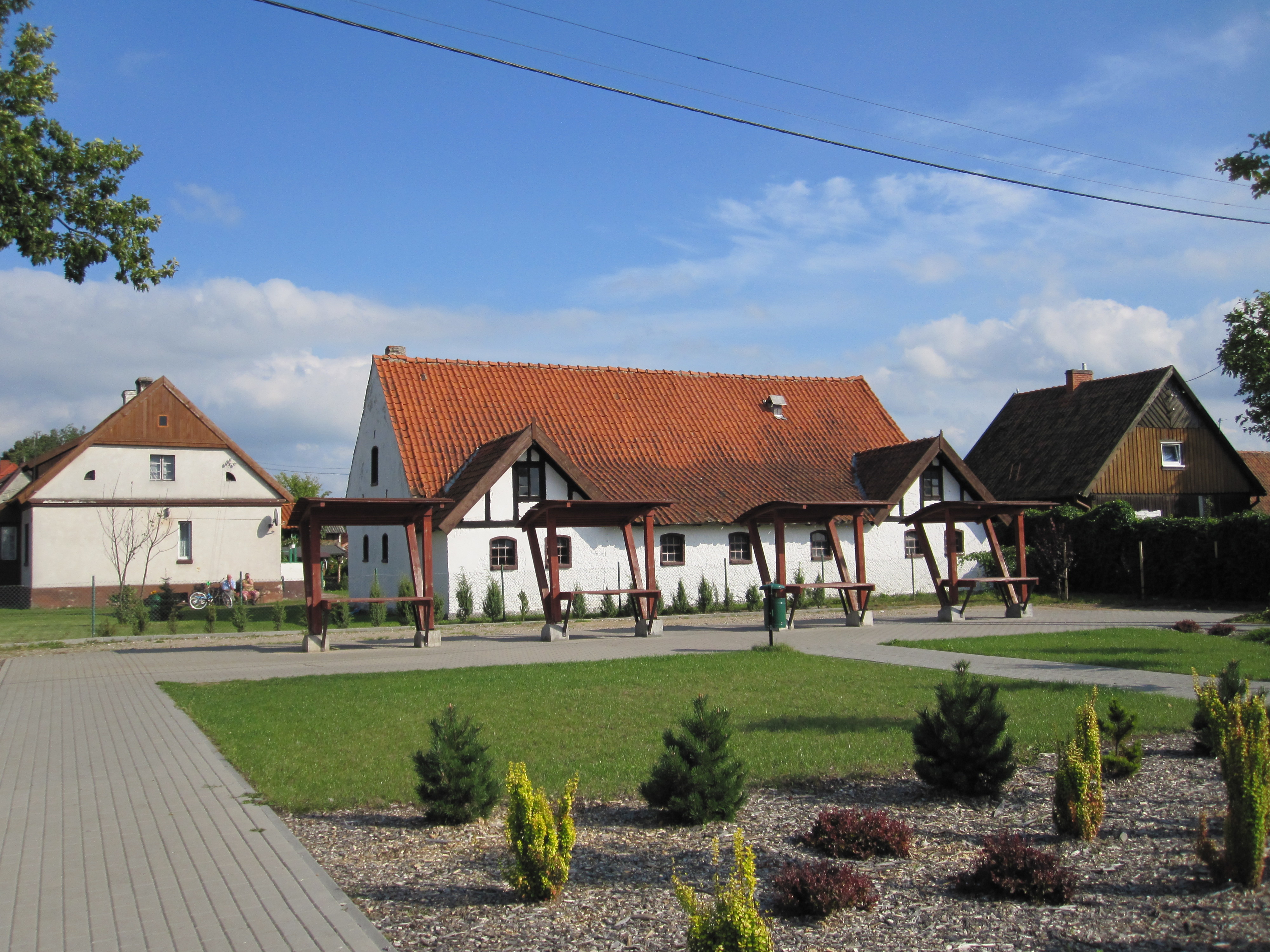
Häuser im Dorf

- 1910: 1.672 (Dezember 1910)[8]
- 1933: 1.767[9]
- 1939: 1.661[9]

## Söhne und Töchter des Ortes
- Luise Abramowski (* 8. Juli 1928 in Schwentainen), deutsche Kirchenhistorikerin († 2014)
- Siegfried Kerstan (* 14. August 1928 in Schwentainen), deutscher Baptistenpastor und Generalsekretär des Bundes Evangelisch-Freikirchlicher Gemeinden († 2017)